# 조동사
조동사(助動詞, auxiliary verb (aux))란 동사와 같은 형태를 가지지만, 다른 동사와 이어져서 상, 법 등의 문법 기능을 나타내는 단어이다. 일본어의 ‘-ている’나 ‘-ておく’ 등, 영어의 can이나 will 등이 있다.

## 형태
조동사는 보통, 동사가 본래의 의미를 잃고 문법 기능만 표시하게 된 것이다. 조동사의 대부분은 일반 동사로의 용법도 남기고 있다. 예를 들면 일본어의 ‘いる’나 영어의 have는, 조동사로 사용되는 한편으로 일반 동사로도 사용된다. 
그러나 모어 화자에게 원래의 의미와의 이어짐이 느껴지는 경우도 그렇지 않은 경우도 있다. 조동사는 ‘문법 기능만’을 나타내는 것으로, 반드시 ‘내용을 나타내는 동사’로 함께 사용된다. 이 동사를 본동사로 부른다. 이 때, 시제나 일치를 나타내는 것은 조동사 쪽이며, 본동사는 특정의 형태(원형, 분사형 등)을 가리키는 것이 보통이다. 아래의 예로, 일본어, 영어 어느쪽도 본동사는 변화하지 않는다(‘食べて’와 eating).
- 彼はりんごを食べている。→그는 사과를 먹고 있다. (일본어의 진행형, 비과거)
- 彼はりんごを食べていた。→그는 사과를 먹고 있었다. (일본어의 진행형, 과거)
- He is eating an apple. (영어의 진행형, 비과거)
- He was eating an apple. (영어의 진행형, 과거)

다만, 조동사와 동사의 경계는 반드시 명확한 것은 아니며, 각 언어에 따라 조동사의 기준은 다르다.
일본어에서는 ‘-て’로 이어지는 것이 조동사이다. 
영어에서는 의문문에서 주어와 도치하는 것, 부정문에서 not을 직후에 두는 것, 다른 조동사와 함께 나타나지 않는 것이 조동사의 기준이다. be(진행상과 수동태), have (완료상), can, will, must, may 등이 있다.
프랑스어에서는 본동사가 분사형이며, 목적어의 인칭대명사가 앞에 오는 것이 조동사이며, être와 avoir 뿐이다.

## 기능
조동사가 나타내는 문법 기능은 몇 가지 있지만, 서유럽의 언어에서 공통으로 보이는 것은, ‘가지다’를 의미하는 동사를 완료상(perfect)의 조동사로 사용하는 것이 있다. 이것은 물론 우연의 일치가 아니라 라틴어가 기원이다. 다만 스페인어의 ‘haber’는 오늘날에는 ‘가지다’라는 의미를 가지지 않고, 조동사로의 용법이 주가 된다. 프랑스어, 독일어 등에서는 이동을 가리키는 동사에는 조동사로 연어를 사용한다.
| 영어     | He has eaten the apple.    |
| 프랑스어 | Il a mangé la pomme.       |
| 독일어   | Er hat den Apfel gegessen. |
| 스페인어 | Él ha comido la manzana.   |

| 영어     | He has gone to Korea.       |
| 프랑스어 | Il est allé au Corée.       |
| 독일어   | Er ist nach Korea gefahren. |
| 스페인어 | Él ha ido a Corea.          |

진행상의 조동사는 완료상만큼 일반적이지는 않지만, 일본어나 영어 등에 존재한다. 수동태의 조동사도 또 서유럽의 언어에서 공통으로 보인다.
영어에서 의문문이나 부정문에 사용되는 무표적인 조동사 do는 다른 언어에는 보이지 않는 극히 드문 것이다.

## 준조동사
조동사가 아니지만, 조동사처럼 문법 기능을 나타내는 동사나 복합어를 준조동사로 부른다. 영어의 be going to나 프랑스어의 aller는, 가까운 미래나 예상을 나타내는 준조동사이다. 각각의 언어에서 조동사로 보는 기준에 들어맞지 않기에, 조동사는 아니다.
나는 그에게 전화할 것이다.:
- 영어: I am going to call him.
부정문에서 be 뒤에 not이 오는 것, 의문문에서 be만 주어 앞에 오기 때문에 조동사가 아니다. 
  - I am not going to call him. (준조동사)
  - I will not call him. (조동사)
- 프랑스어: Je vais lui téléphoner.
본동사가 분사형이 아니며, 또 목적어가 앞에 오지 않기 때문에 조동사가 아니다.
  - Je lui ai téléphoné. (조동사)

## 일본어
일본어 문법에서는 이 조동사를 보조동사라고 부른다. 
한편, 일본어 문법에서는 ‘-た’, ‘-れる · -られる’ 등을 ‘조동사’로 부르지만(조동사 (일본어 문법)), 언어학적으로는 이들은 영어의 -ing나 -ed와 마찬가지로, 접미사로 본다.

## 같이 보기
- 보조동사
- 부정동사
- 서술어